# Dom wariatów (obraz Goi)
Dom wariatów lub Dom dla obłąkanych (hiszp. Casa de locos lub Manicomio) – obraz olejny hiszpańskiego malarza Francisca Goi. 
Dzieło przedstawia scenę rozgrywającą się w domu dla obłąkanych. Należy do serii czterech obrazów gabinetowych o zbliżonych rozmiarach, wykonanych farbą olejną na desce z tropikalnego drewna. Seria przedstawia różne tematy, ale ich wspólną myślą przewodnią jest szaleństwo. Obrazy te najprawdopodobniej nie powstały na zamówienie, lecz z inwencji malarza. Nie wiadomo, kiedy dokładnie powstały, są datowane na okres po francuskiej okupacji. Należą do kolekcji Królewskiej Akademii Sztuk Pięknych św. Ferdynanda w Madrycie.

## Okoliczności powstania
Obraz należy do serii czterech dzieł gabinetowych o niewielkich rozmiarach namalowanych na desce. W jej skład wchodzą także: Procesja biczowników, Trybunał Inkwizycji i Walka byków w miasteczku. Zbliżony tematycznie i technicznie jest też obraz Pogrzeb sardynki, włączany do tej serii przez niektórych badaczy. Dzieła powstały jako tematycznie powiązany cykl „kaprysów i inwencji”, którego myślą przewodnią jest szaleństwo. Irracjonalizm we wszystkich jego przejawach był stałym tematem w sztuce Goi. Często pojawia się na rysunkach, w których artysta ironicznie ukazuje postaci uważające się za mądrzejsze lub bardziej cywilizowane od innych. Wcześniejsze przykłady malarskie to Dziedziniec szaleńców (1793–1794) i Szpital dla trędowatych (1806–1808). Obrazy tematycznie są bliskie czarnej legendzie Hiszpanii. Przedstawiają niektóre aspekty życia w Hiszpanii początków XIX wieku, które zwolennicy oświecenia i liberałowie próbowali zreformować. Zaciekła krytyka społeczeństwa wydaje się być objawem gniewu i smutku, odczuwanego po wojnie i przywróceniu absolutystycznej monarchii przez Ferdynanda VII. Pesymistyczna wizja jest też naznaczona osobistym kryzysem malarza związanym z chorobą i śmiercią jego żony Josefy Bayeu w 1812 roku.

## Datowanie

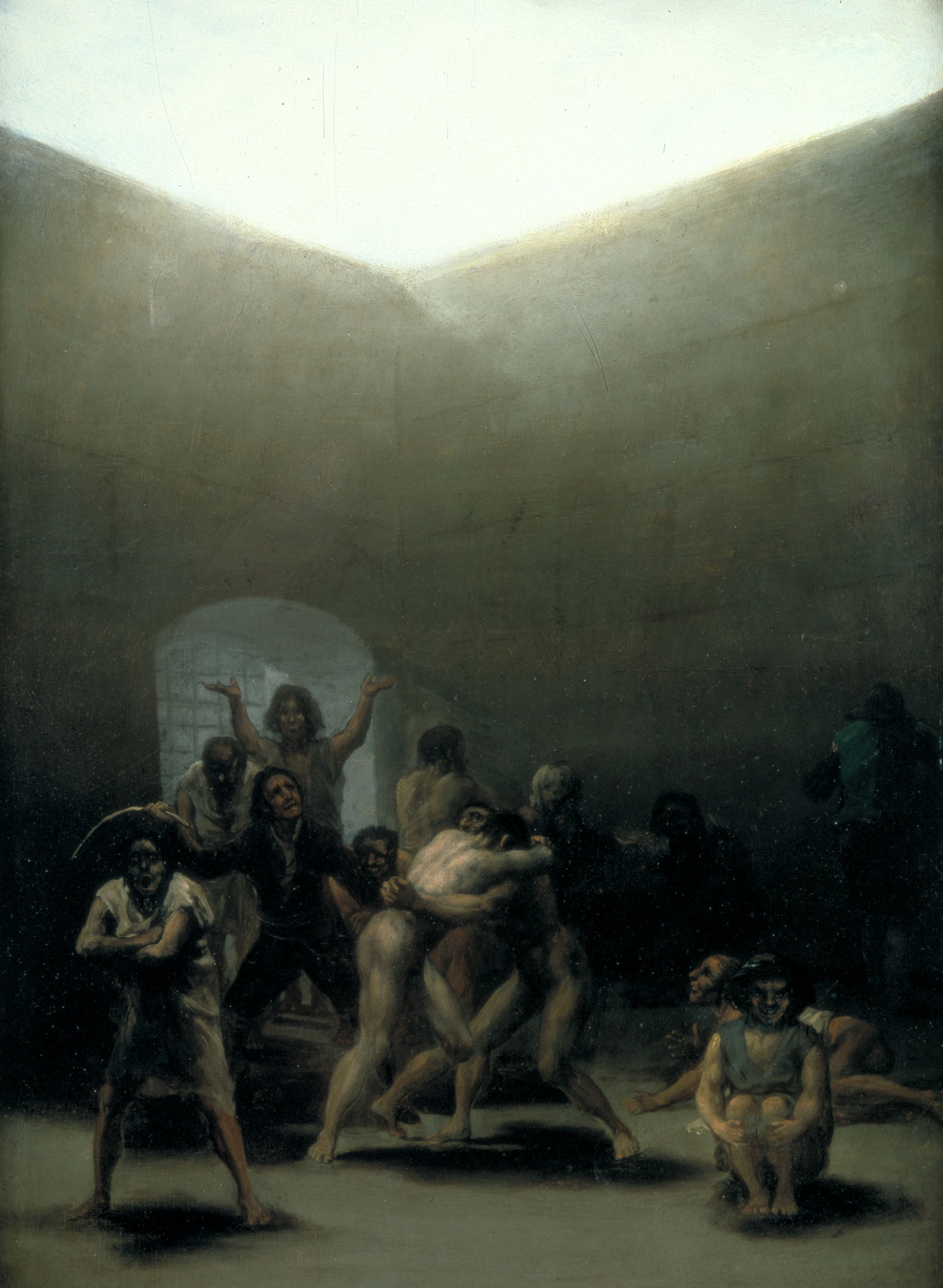
Dziedziniec szaleńców, 1793–1794

Brak dokładnych danych o okresie powstania tej serii obrazów, pierwsza udokumentowana wzmianka o nich pochodzi z testamentu kolekcjonera Manuela Garcíi de la Prady sporządzonego w 1836 roku. Ramy czasowe ustalone na podstawie stylu i tematyki dzieł obejmują okres wojny niepodległościowej toczonej w latach 1808–1814 i następujący po niej czas nasilonych represji ze strony króla Ferdynanda VII trwających do 1820–1821 roku. Był to okres oskarżeń o kolaborację, przesłuchań i czystek na królewskim dworze. Także ponura atmosfera tych prac sugeruje, że zostały namalowane po odzyskaniu tronu przez króla Ferdynanda VII w 1813 roku. Od listopada 1814 do kwietnia 1815 roku Goya żył w niepewności, czy zeznania jego przyjaciół wystarczą, aby oczyścić jego imię. Ostatecznie nie poniósł konsekwencji wykonywanej pracy nadwornego malarza pod panowaniem Józefa Bonapartego i został oczyszczony z podejrzeń.

## Opis obrazu
Goya przedstawia klaustrofobiczne pomieszczenie domu dla obłąkanych o monumentalnej architekturze w stylu Piranesiego, gdzie jedynym źródłem światła jest okno z żelazną kratą. Znajdują się w nim nagie i półnagie groteskowe postaci. Ich stroje, gesty i działania są dowodem obłąkania, które doprowadziło ich do zamknięcia w tym miejscu. Niektóre szczegóły pozwalają rozpoznać postaci z różnych warstw społecznych, które zostały zrównane poprzez nagość. Niewykształcony, leniwy lud jest przedstawiony jako biorący udział w walce byków. Mężczyzna siedzący na pierwszym planie i odwrócony plecami trzyma w rękach rogi byka, przykładając jeden do głowy. Obok niego inny szaleniec odgrywa rolę pikadora i przymierza się do zadania ciosu mężczyźnie leżącemu na ziemi. Między nimi siedzi mężczyzna ze skrzyżowanymi nogami w czapce błazna. Goya przestrzega przed brutalizacją najniższych warstw ludności w wyniku ignorancji i braku kultury. Kościół jest reprezentowany przez postać siedzącą na ziemi po prawej stronie. Jest to papież, noszący na głowie improwizowaną tiarę, a na piersi szkaplerz z karty do gry – jest to piątka monet z hiszpańskiej talii, sugerująca zainteresowanie pieniędzmi. Prawą ręką wykonuje gest błogosławieństwa Urbi et Orbi, a na jego ekspresyjnej twarzy widać szeroki uśmiech i wytrzeszczone oczy. Za nim siedzi okryta tuniką postać cesarza z koroną z kart i berłem w ręku, zdająca się deklamować lub śpiewać. Opiera się o kolumnę, a za tron służy mu złożony gruby koc. Dumnie stojący mężczyzna z pióropuszem na głowie i uzbrojony w łuk to dziki wódz otoczony świtą towarzyszy i wielbicieli. Wśród nich jest wierny sługa, całująca jego rękę zakonnica, zakapturzony mnich i inne, ledwie naszkicowane postaci. Jest to parodia króla Hiszpanii. W centrum kompozycji, stoi całkowicie nagi mężczyzna odwrócony plecami. Niczym generał nosi trikorn na głowie, a ręką wykonuje gest ataku na niewidzialnego wroga lub udaje, że strzela. Symbolizuje hiszpańską armię, która nie zdołała zapobiec inwazji Napoleona. Panoramę klas społecznych dopełnia rolnik z motyką i trzy postaci po prawej stronie oddające się przyjemnościom cielesnym.
Obraz jest alegorią powszechnego szaleństwa, która obejmuje także tych, którzy rządzą światem: króla, papieża, wojskowych. Z drugiej strony, to właśnie ci uwięzieni są prawdziwie wolni – mogą być kim chcą, przybrać dowolną rolę, nie ponosząc konsekwencji. Świat na odwrót, który maluje Goya, jest krytyką kraju pod rządami Ferdynanda VII – tyranii duchowieństwa, oportunizmu wojskowych oraz powszechnej maskarady odgrywanej przez wszystkich u władzy. W porównaniu do wcześniejszego Dziedzińca szaleńców różnorodność i indywidualizm postaci są większe, a pensjonariusze zostali przedstawieni z większym humanizmem jako ofiary marginalizacji i odrzucenia.
W Austriackiej Galerii Belvedere znajduje się wierna kopia (44,5 x 69,5 cm), prawdopodobnie pędzla Eugenia Lucasa Velázqueza. Pochodzi z kolekcji Aureliana de Beruete y Moreta oraz markiza Vega-Inclán w Madrycie. Enrique Lafuente Ferrari podaje, że malarz Francisco Lameyer wykonał wierne kopie wszystkich czterech obrazów z tej serii.

## Technika
Obrazy zostały namalowane na drewnianych deskach z twardego tropikalnego mahoniu pochodzącego z kolonii, być może z Kuby. Podobny nośnik został użyty do szkicu dzieła Święte Justa i Rufina z 1817 roku i Pogrzebu sardynki. Nie jest to wyrafinowany materiał, możliwe, że Goya wykorzystał deski ze skrzynek transportowych na cygara przywożone z kolonii. Dzięki radiografii obrazów wiadomo, że podstawa powstała z dwóch większych i dwóch mniejszych kawałków drewna połączonych w perfekcyjny sposób, aby uzyskać pożądane wymiary. Użycie takiego nośnika może także wskazywać na okres powojenny, kiedy brakowało materiałów do pracy malarskiej, a Goya miał zwyczaj ponownego wykorzystywania płócien i zamalowywania gotowych dzieł. Wszystkie obrazy zostały pokryte taką samą beżowopomarańczową podmalówką, która wyrównywała porowatą powierzchnię drewna. Podmalówka, która pokrywa całą powierzchnię deski pozostaje widoczna w wielu miejscach kompozycji i na brzegach deski.
Dominujące odcienie szarości przyczyniają się do panującej atmosfery koszmarnego snu. Kontrast światła i cienia podkreśla niezrównoważone umysły pensjonariuszy. Białe, czyste światło dnia pozostaje za oknem, jest poza zasięgiem umysłowo chorych.

## Proweniencja
Właścicielem serii był zamożny bankier i kolekcjoner Manuel García de la Prada, przyjaciel Goi sportretowany przez malarza ok. 1805–1808 roku. Nie wiadomo jednak, kiedy i w jakich okolicznościach nabył obrazy. García de la Prada wyemigrował z Hiszpanii w 1812 roku i wrócił w 1821. Jeżeli obrazy powstały wcześniej, w okresie wojennym, mógł kupić je w Madrycie bezpośrednio od malarza. W innym razie nabył je po powrocie do kraju w okresie trzylecia liberalnego (1820–1823) lub tuż przed emigracją Goi do Francji w 1824 roku. Mógł też kupić je dopiero po śmierci Goi od jego syna Javiera. Inwentarz dzieł Goi sporządzony po jego śmierci w 1828 roku wymienia „cztery małe obrazy przedstawiające święta i zwyczaje” i prawdopodobnie odnosi się do tego cyklu. Przyjmując, że ta identyfikacja jest poprawna, seria nie została sprzedana za życia malarza; nie wiadomo, czy postanowił zatrzymać ją dla siebie, czy też nie znalazł kupca. Obrazy z pewnością należały do kolekcji Garcíi de la Prady w 1836 roku, kiedy wymienił je w swoim testamencie, zapisując Akademii św. Ferdynanda, razem z Pogrzebem sardynki. W swoim testamencie García de la Prada wspomniał, że obrazy te były „cenione przez profesorów [akademii]”. Ponieważ Goya był jej członkiem, często wystawiał tam swoje obrazy, być może również te były znane madryckiej uczelni. Jednak według Manueli Meny tematy tych obrazów i zawarta w nich krytyka były zbyt mocno związane z konserwatywnym rządem, aby Goya mógł przedstawić je w akademii lub sprzedać przed liberalnym trzyleciem. Wszystkie obrazy zostały włączone do kolekcji akademii w grudniu 1839, po śmierci właściciela.
Obraz został wybrany do ilustrowanego zbioru najważniejszych dzieł Akademii św. Ferdynanda (Cuadros selectos de la Real Academia de Bellas Artes de San Fernando) wydanego w 1885. W tym celu malarz José María Galván wykonał rysunek i rycinę na podstawie obrazu.